# 海兵大隊
海兵大隊（ドイツ語: Seebataillon）とは、ドイツ海軍が有した海軍歩兵部隊の歴史的な名称である。プロイセン海軍、北ドイツ連邦海軍、ドイツ帝国海軍がこの名称を用いた。また、ドイツ連邦海軍でも1950年代から1990年代にかけて複数の部隊で海兵大隊という名称を用い、2014年に設置された新たな海軍歩兵部隊にもこの名称を与えた。
これに先立つ海軍歩兵部隊としてはブランデンブルク＝プロイセンの海兵隊(Marinier-Corps)が存在した。この海兵隊は1684年10月1日から1744年までブランデンブルク海軍の一部門として存在していた。

## プロイセン王国、北ドイツ連邦、ドイツ帝国
1852年5月13日、プロイセン王国シュテッティンにて海兵大隊の前身であるプロイセン王国海兵隊(Königlich-Preußische Marinierkorps)の編成が完了した。この部隊は軍艦に搭乗し海軍歩兵部隊として上陸等の任務に従事するものとされていた。1870年、5個中隊をもって海兵大隊が編成され、ここには22名の将校、680名の下士官兵が含まれており、大隊参謀部(Bataillonsstab)はキールに設置されていた。1871年、ドイツ統一を経てドイツ帝国が結成されると海軍戦力もまたドイツ帝国海軍として統合され、この際に海兵大隊は6個中隊規模まで拡大された。1886年10月1日、海兵大隊は第1支隊(I. Halbbataillon)と第2支隊(II. Halbbataillon)に分割され、第1支隊及び参謀部はキールに残り、第2支隊はヴィルヘルムスハーフェンに駐屯地を移した。1889年3月12日、それぞれの支隊は4個中隊ずつの2個大隊に再編される。1897年12月3日、第1海兵大隊第1中隊及び第2中隊、第2海兵大隊第3中隊及び第4中隊をもって新たに第3海兵大隊が編成され、青島・膠州湾租借地に守備隊として派遣された。1889年にはバルト海根拠地司令(Stationschef der Marinestation Ostsee)の命令によって海軍歩兵総監部( Inspektion der Marineinfanterie)がキールに設置された。また1905年5月31日付の皇帝勅令(allerhöchste Kabinettsorder)に基づき第3補充海兵大隊(III. Stammseebataillon)が編成され、中国に派遣した第3海兵大隊の交代要員の訓練が行われた。
1854年に編成された海軍幹部護衛隊(Marine-Stabswache)は、1881年に解散するまで海兵大隊の隷下にあった。幹部護衛隊の隊員は作戦上の規律及び秩序を維持する為に司令官らの護衛を行う事をその任務としていた。
海兵大隊の士官は1866年以降、通常は2年間ほど陸軍にて教育を受ける事とされていた。下士官は陸軍から直接引き抜かれた者が多かったが、海軍出身者も少なくなかった。一方で兵卒はその大多数が船員や水兵としての経験を持たない者ばかりだった。

### 駐屯地・勤務地
1914年の段階で、海兵大隊は次のように展開していた。
- 第1海兵大隊(I. Seebataillon) - 在キール
- 第2海兵大隊(II. Seebataillon) - 在ヴィルヘルムスハーフェン
- 第3補充海兵大隊(III. Stamm-Seebataillon) - 在クックスハーフェン
- 第3海兵大隊(III. Seebataillon) - 在青島

これに加えて、東亜海軍分遣隊(Ostasiatische Marine-Detachement, OMD)が北京及び天津に展開しており、また第1及び第2海兵大隊から抽出された1個中隊が各国軍と共にアルバニア・シュコドラに展開していた。

### 活動

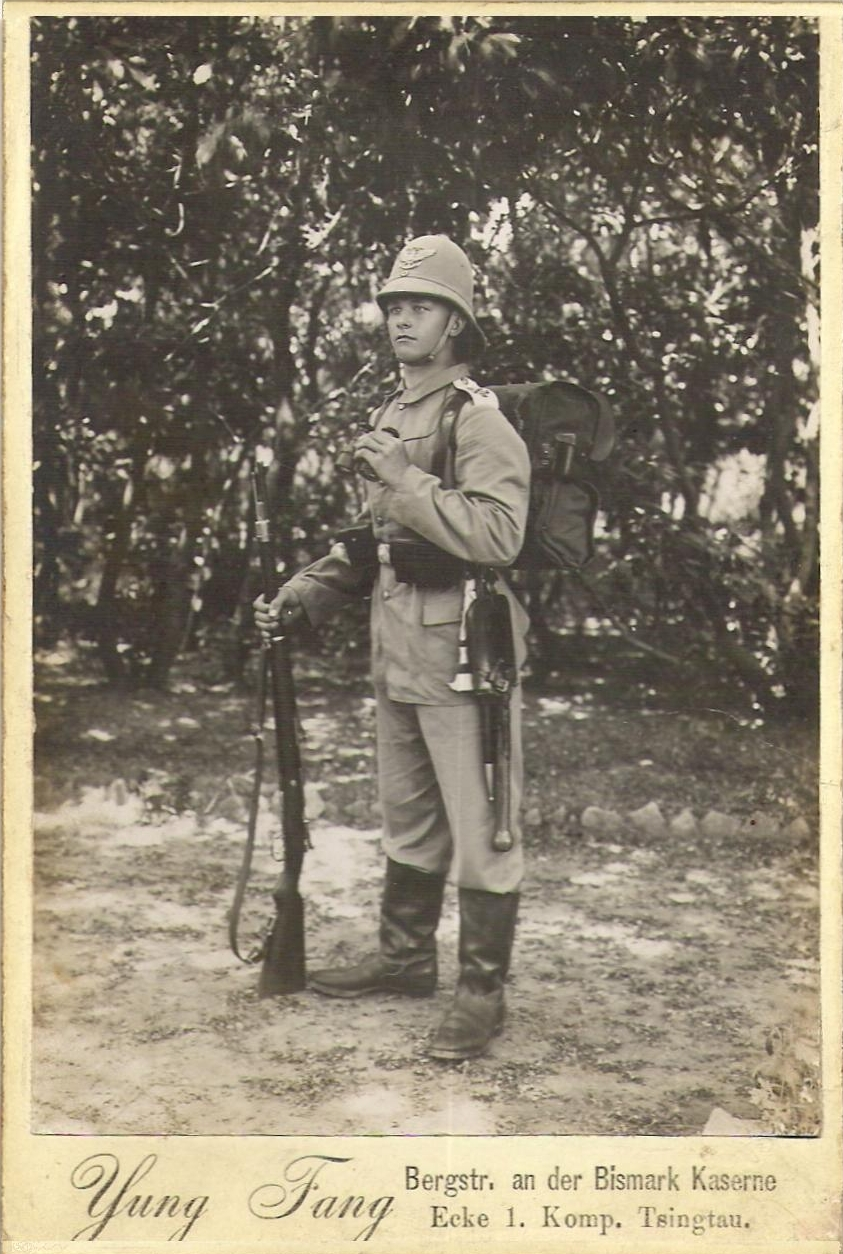
海兵大隊の兵士(1912年、青島にて)

1895年から海軍艦艇への配備は行われなくなり、以後はドイツ帝国が有する世界各地の植民地への展開を主な任務とした。例えば1894年には反乱鎮圧の為に1個中隊がカメルーンへと派遣されている。1904年にはドイツ領東アフリカにおけるヘレロ族及びナマクア族の反乱に際して大隊規模の戦力が派遣され、ヘレロ・ナマクア虐殺を引き起こしている。続く1905年から1906年にかけて東アフリカの植民地防衛隊(Schutztruppe)の一部として海軍歩兵分遣隊(Detachement Marineinfanterie)が駐屯した。
一方、1900年には中国で義和団の乱が勃発しており、第1海兵大隊と第2海兵大隊の一部が工兵中隊及び野砲中隊による強化を受けた上で、海軍遠征軍(Marine-Expeditionskorps)の一部として送り込まれている。 第一次世界大戦中の1914年11月7日には青島の戦いを経て第3海兵大隊が日本軍に降伏し、およそ4700名のドイツ軍人が日本の捕虜収容所に送られ、76名の重傷者は英国へ送られた。
1914年8月、海兵大隊の予備部隊たる海軍歩兵旅団(Marine-Infanterie-Brigade)がカール・フォン・ヴィヒマン少将を指揮官に編成された。8月23日、海軍歩兵旅団を拡張する形で海軍師団(Marine-Division)が新設される。11月24日には新たに第2海軍師団(2. Marine-Division)が編成され、当初の海軍師団は11月28日に第1海軍師団(1. Marine-Division)と改名されたのである。両師団とも、「フランデルンの獅子(Löwe von Flandern)」の異名を取るルートヴィヒ・フォン・シュレーダー提督が率いたフランデルン海兵隊(Marinekorps Flandern)に属していた。1917年6月3日には第3海軍師団(3. Marine-Division)の編成が開始され、これもフランデルン海兵隊に所属した。この頃のフランデルン海兵隊が有した戦力はおよそ6～70,000人とも言われており、そのうちおよそ10,000人が第一次世界大戦にて戦死した。
第一次世界大戦において、海兵師団は1914年の青島の戦いやアントワープ包囲戦、1915年の第二次イープル会戦、1916年のソンムの戦い、1917年のパッシェンデールの戦い、1918年の春季大攻勢などに参加した。1918年11月11日に休戦協定が結ばれドイツ帝国が敗北すると、海兵らはフライコール組織「黒い猟兵」(Schwarze Jäger)を組織し、一部はヴァイマル共和国軍に取り込まれた。

## ナチス・ドイツ
ナチス・ドイツでも水陸両用作戦を視野に入れた海軍歩兵部隊が組織されていたが、海兵大隊の名称は用いられなかった。
1938年、ドイツ国防軍海軍は海軍突撃歩兵中隊(Marinestoßtruppkompanie)なる部隊の編成を行った。これは沿岸砲兵など海軍の陸上要員から選抜された隊員で構成されており、第二次世界大戦の引き金ともなったヴェステルプラッテへの上陸などに参加した。その他、第二次世界大戦末期には艦艇の不足から余剰となっていた海軍将兵によって、いくつかの海軍歩兵師団(Marine-Infanterie-Division)が編成されている。海軍歩兵師団は上陸戦などの水陸両用作戦を想定しておらず、通常の歩兵師団と同様に陸軍の指揮下で戦った。

## ドイツ連邦共和国
1958年4月1日、ドイツ連邦海軍にて海軍工兵大隊(Marinepionierbataillon)なる部隊の編成が行われ、これらは駆逐艦司令部(Kommando der Zerstörer)の指揮下に属した。これを母体として1958年10月10日に水陸両用群が編成され、また1959年には海兵大隊(Seebataillon)と改名された。この部隊は指揮中隊(Stabskompanie)、沿岸専門中隊(Strandmeisterkompanie)、沿岸工兵中隊(Strandpionierkompanie)、舟艇中隊(Bootskompanie)によって構成された。
1965年1月1日、大隊はボルクムにて解散し、その任務は独立した沿岸専門中隊が引継いだ。
また1988年12月30日から1990年9月30日までの短期間、ある種の実験部隊として再び海兵大隊の名称を持つ部隊が編成された。この海兵大隊は沿岸専門中隊にフロッグマン中隊(Kampfschwimmerkompanie)を加えたものだった。1993年、連邦海軍が有した水陸両用群は全て解散した。
その後、2010年のドイツ連邦軍再編の中で、2005年以来ドイツ連邦海軍で海兵隊・海軍歩兵的な役割を果たしてきた海軍警備部隊(Marineschutzkräfte, MSK)を拡張し、これに「海兵大隊」の名称を与えることが決定された。
2014年4月1日、MSKから海兵大隊への改組が完了した。海兵大隊の本部はエッカーンフェルデに置かれている。